# DRAGONAUT STATION ISDA情報局
DRAGONAUT STATION ISDA情報局（ドラゴノーツステーション アイエスディーエーじょうほうきょく）はアニメ『ドラゴノーツ -ザ・レゾナンス-』の関連番組として、音泉にて配信されたインターネットラジオ番組。

## パーソナリティ
- 福井裕佳梨 （サキ役）
- 小林ゆう （リョウコ役）
- 中村知世 （メグミ役）

## 配信概要
- 配信期間 - 2007年9月5日から同年12月26日まで。全17回。
- 配信日 - 毎週水曜日
- 配信サイト - 音泉

## コーナー
- コミュニケーターへの道!

出題者2名、回答者1名に分かれ、番組から出題者2人に問題となる単語が発表される（その回答者はその発表したものを見られない）。リスナーから変換ワードのメールが入った変換ボックスからクジを引き、出題者2人は問題となる言葉を変換ワードで変換して30秒間会話をする。その言葉が元々は何だったのかを当てる。3人のコミュニケーションがうまくとれているのかどうか分かるゲームである。
- オペレーター検定

オペレーターは滑舌が良くなくてはならない。そんな様々な日常生活をオペレーター口調で噛まずに初見で読み上げるコーナー。もしも噛んでしまった場合はそのメールの紹介の内容は強制終了されてしまう。

## ゲスト
- 諏訪部順一(#4)
- 竹若拓磨(#7)
- 小野大輔(#14)
- 丸山詠二(#16)

## ラジオCD
2008年5月28日にコナミデジタルエンタテインメントから2枚組のラジオCDが発売。
全17回の放送分と、ラジオCDオリジナルで、アニメ本編でアキラ役の沢城みゆきとマキナ役の後藤邑子がパーソナリティのラジオ番組が収録。